# Ladislav Ščurko
Ladislav Ščurko (* 4. April 1986 in Gelnica) ist ein slowakischer Eishockeyspieler, der seit Dezember 2022 beim HC Prešov in der slowakischen Extraliga spielt. Er gewann 2009 mit dem HC Košice den slowakischen Meistertitel. Er wurde zu einer fünfjährigen Haftstrafe wegen Mordes an einem Eishockeyschiedsrichter verurteilt. Ende 2015 wurde er vorzeitig aus der Haft entlassen.

## Karriere

### Vereinskarriere
Ladislav Ščurko begann seine Karriere beim HK Spišská Nová Ves. Hier durchlief er diverse Juniorenteams und spielte in der Saison 2003/04 in der U20-Extraliga und in der zweitklassigen 1. Liga. Beim NHL Entry Draft 2004 sicherten sich die Philadelphia Flyers in der sechsten Runde an 170. Stelle die Rechte an dem Center. Daraufhin wechselte Ščurko zu den Seattle Thunderbirds in die Western Hockey League, die ihn beim CHL Import Draft des Jahres als Gesamtsiebten gezogen hatten. Mit 42 erzielten Punkten war er fünftbester Rookie-Scorer und stellte einen Vereinsrekord auf, als er in neun Spielen hintereinander mindestens einen Punkt erzielen konnte. Insgesamt blieb der Linksschütze drei Jahre in Nordamerika und ging 2007 wieder zurück in die Slowakei. Er unterschrieb er einen Vertrag beim HC Košice, mit dem er Vizemeister wurde. In der Saison 2008/09 feierte er dann mit seiner Mannschaft die Meisterschaft.
Nachdem er am 8. November 2011 aus der Untersuchungshaft entlassen wurde, durfte Ladislav Ščurko in seiner Heimatstadt Gelnica beim HK Slovan Gelnica am Trainingsbetrieb teilnehmen. Nachdem er dann auch für diesen Verein in der 2. Liga, der dritthöchsten Liga im slowakischen Eishockey, antreten durfte, wurde er vom Zweitligisten HK Trebišov, für den er bereits während seiner Zeit beim HC Košice auf Leihbasis gespielt hat, verpflichtet und gab für den Verein am 10. Januar 2012 sein Debüt in der 1. Liga. Bei dem 10:3-Sieg erzielte Ladislav Ščurko drei Tore und konnte ein weiteres vorbereiten. Sowohl mit HK Slovan Gelnica als auch mit HK Trebišov verpasste er jeweils die Playoffs. In der darauffolgenden Saison spielte er zu Beginn erneut für HK Trebišov, wechselte aber während der Saison zum HC 46 Bardejov. Mit dem Verein konnte er die Meisterschaft in der 1. Liga gewinnen. In der Relegation um den Aufstieg in die Extraliga verlor man im Best-of-Seven-Modus erst im entscheidenden siebten Spiel im Penaltyschießen gegen MHC Martin. Auch in der Saison 2013/14 spielte er für HC 46 Bardejov und konnte erneut mit der Mannschaft die Meisterschaft in der 1. Liga gewinnen. In der Relegation um den Aufstieg scheiterte man diesmal klar mit 4:1 an MsHK Žilina.
Kurze Zeit, nachdem er am 7. Dezember 2015 vorzeitig aus der Haft entlassen wurde, kehrte Ladislav Ščurko zu seinem Ex-Verein HC 46 Bardejov zurück. Er konnte mit seinen Verein in der Saison 2015/16 das Playoff-Finale erreichen, wo man im Best-of-Five-Modus im entscheidenden fünften Spiel gegen HC Nové Zámky verlor. Danach nahm man an den Play-outs um den Aufstieg in die Extraliga teil. Dort scheiterte man gegen HC Nové Zámky und den Erstligisten ŠHK 37 Piešťany. In der Folge der verpassten Qualifikation für die Extraliga löste sich der Verein auf und Ladislav Ščurko musste sich für die neue Saison einen neuen Verein suchen. Er spielte daraufhin in der Saison 2016/17 für den Zweitligisten HK Michalovce und schied mit seiner Mannschaft im Playoff-Halbfinale gegen HC 07 Detva aus. Zur darauffolgenden Saison schloss er sich der Mannschaft vom HC 07 Detva, welche in die Extraliga aufgestiegen ist, an. Nach mehr als acht Jahren gab er für Detva am 8. September 2017 beim Spiel gegen den HC Košice, mit dem er 2009 slowakischer Meister wurde, sein Comeback in der Extraliga und musste sich dabei mit seiner Mannschaft 0:1 geschlagen geben. Am Ende der Saison belegte er mit seiner Mannschaft den letzten Platz und mussten in die Play-outs, wo man den Klassenerhalt sichern konnte.
In der Saison 2018/19 konnte sich Ladislav Ščurko mit dem HC 07 Detva als Zehnter der Hauptrunde für die Pre-Playoffs qualifizieren, wo man sich gegen den HC Nové Zámky durchsetzen konnte. Im Playoff-Viertelfinale unterlag man dann klar im Best-of-Seven-Modus mit 4:1 gegen den HC 05 Banská Bystrica. In der darauffolgenden Saison absolvierte er am 6. März 2020 beim 4:3-Sieg gegen HK Dukla Michalovce, wo er ein Tor erzielen konnte, sein 300. Spiel in der Extraliga und beendete die Saison mit dem HC 07 Detva auf dem letzten Platz. Aufgrund einer Ligaaufstockung verblieb er mit seinem Verein in der Liga. In der Saison 2020/21 spielte Ladislav Ščurko erneut für die Mannschaft aus Detva und erreichte mit ihr als Tabellensechster die Playoffs, wo man direkt im Viertelfinale im Best-of-Seven-Modus deutlich mit 4:0 verlor. Nach der Saison entschied der Verein sein Startrecht an den HC Prešov zu verkaufen. Im Gegensatz zu anderen Teamkollegen entschied er sich nicht mit nach Prešov zu gehen, sondern schloss sich seinen Jugendklub und Aufsteiger HK Spišská Nová Ves an. Mit seiner neuen Mannschaft verpasste er als Tabellenelfter und damit Vorletzte sowohl die Play-offs als auch die Pre-Play-offs.
Die Saison 2022/23 begann er bei HK Spišská Nová Ves. Nach kurzer Zeit und nur zwei Einsätzen wurde er zum Zweitligisten HC 19 Humenne ausgeliehen. Später in der Saison schloss er sich dem Erstligisten HC Prešov an. Er konnte mit dem Verein als Tabellenletzter den Abstieg aus der Extraliga nicht verhindern. Daher spielt er mit dem Klub seit 2023 in der zweitklassigen 1. hokejová liga SR.

### Nationalmannschaftskarriere
In seiner Karriere durfte Ladislav Ščurko für die U18- und U20-Nationalmannschaften der Slowakei auflaufen. So nahm er an der U18-Junioren-Weltmeisterschaft 2003 im russischen Jaroslawl teil und konnte dort mit seiner Mannschaft die Silbermedaille gewinnen, was bis heute das beste slowakische Ergebnis bei einer U18-Junioren-Weltmeisterschaft ist.

## Mord an Marek Liptaj
Am 23. April 2009 wurde Ladislav Ščurko im Zusammenhang mit dem Mord an dem Schiedsrichter Marek Liptaj festgenommen und gestand am selben Tag bei der ersten Vernehmung, dass er Marek Liptaj im Januar 2008 auf einen Rastplatz zwischen Košice und Prešov mit einer Vielzahl von Messerstichen tötete, die Leiche dann mit einem Auto in ein Waldstück nahe Huncovce brachte und dort vergrub. Im Dezember 2008 wurde die Leiche dort zufällig von einem Passanten gefunden. In der Folge des Geständnissen musste er in Untersuchungshaft. Im Laufe des Prozesses widerrief er am 14. Juli 2010 sein Geständnis, schilderte einen anderen Tatverlauf und beschuldigte zwei ihm unbekannte Männer der Tat, welche der „tipovacia mafia“ (Wettmafia) angehören sollen. Am 8. November 2011 wurde er nach mehr als 900 Tagen unter Auflagen aus der Untersuchungshaft entlassen.
Nichtsdestotrotz wurde das Verfahren gegen ihn weitergeführt. Am 16. Juli 2012 wurde das erste Urteil verkündet und Ladislav Ščurko am Bezirksgericht Košice wegen Mordes zu acht Jahren Haft verurteilt. Als mildernde Umstände ließen die Richter in ihr Urteil einfließen, dass er von dem Mordopfer unter Druck gesetzt wurde und durch Provokation zur Tat verleitet wurde. Trotz des geringen Strafmaßes ging er in Berufung. Nachdem das Landgericht Košice das Urteil aufhob und das Verfahren zurück an das Bezirksgericht übergab, wurde Ladislav Ščurko am 17. Oktober 2013 vom Bezirksgericht Košice zu sechs Jahren Haft wegen Mordes verurteilt. Die Senkung des Strafmaßes um zwei Jahre gingen auf psychologische und psychiatrische Gutachten zurück. Diese besagen, dass sich Ladislav Ščurko zum Zeitpunkt der Tat in einem Zustand reduzierter geistiger Gesundheit befand. Auch gegen dieses Urteil ging er in Berufung.
Am 8. September 2014 wurde Ladislav Ščurko dann schlussendlich vom Landgericht Košice wegen des Mordes an Marek Liptaj zu fünf Jahre Gefängnis verurteilt. Die geringe Haftstrafe begründet sich auf mehreren Faktoren. Der größte Faktor war die reduzierte geistige Gesundheit von ihm zum Zeitpunkt der Tat. Weitere Faktoren waren die lange Dauer des Verfahrens von mehr als fünf Jahren und Garantien von der Stadt Gelnica sowie vom HK Slovan Gelnica und vom HC 46 Bardejov, für welche er zwischen 2011 und 2014 spielte. Das Urteil beinhaltete neben der Haftstrafe auch noch eine einjährige Schutzaufsicht und eine ambulante psychiatrische Behandlung. Nachdem er dreiviertel seiner Haftstrafe, wo auch in die Zeit in Untersuchungshaft dazugerechnet wird, abgesessen hatte, stellte er einen Antrag auf vorzeitige Entlassung und nach positiver Überprüfung des Antrages wurde er am 7. Dezember 2015 vorzeitig aus der Haft entlassen. Für zwei Jahre wurde ihm ein Bewährungshelfer zur Seite gestellt. Mit der Entlassung aus der Haft begann auch die vom Gericht angeordnete ambulante psychiatrische Behandlung, welche nach zwei Jahren vom Bezirksgericht Košice auf Empfehlung der zuständigen Psychiaterin aufgehoben wurde.

## Erfolge und Auszeichnungen
- 2003: Silbermedaille bei der U18-Junioren-Weltmeisterschaft
- 2009: Slowakischer Meister mit dem HC Košice
- 2013: Meister in der 1. Liga mit dem HC 46 Bardejov
- 2014: Meister in der 1. Liga mit dem HC 46 Bardejov

## Karrierestatistik
Stand: Ende der Saison 2022/23

### International
Vertrat die Slowakei bei:
- U18-Junioren-Weltmeisterschaft 2003
- U18-Junioren-Weltmeisterschaft 2004
- U20-Junioren-Weltmeisterschaft 2005
- U20-Junioren-Weltmeisterschaft 2006

(Legende zur Spielerstatistik: Sp oder GP = absolvierte Spiele; T oder G = erzielte Tore; V oder A = erzielte Assists; Pkt oder Pts = erzielte Scorerpunkte; SM oder PIM = erhaltene Strafminuten; +/− = Plus/Minus-Bilanz; PP = erzielte Überzahltore; SH = erzielte Unterzahltore; GW = erzielte Siegtore; 1 Play-downs/Relegation; Kursiv: Statistik nicht vollständig)